# Furio Crassipede
Furio Crassipede (in latino Furius Crassipes; ... – I secolo a.C.) è stato un politico romano attivo durante la metà del I secolo a.C. appartenente alla gens Furia.
Il prenome, così come l'anno e il luogo di nascita e della morte, sono sconosciuti. Fu di famiglia nobile e patrizia e possedeva una villa sulla via Appia.

## Biografia
Nel 56 a.C. sposò la figlia di Cicerone, Tullia, vedova da tre anni del primo marito (Calpurnio Pisone Frugi), da cui divorziò pochi anni dopo, nel 51 a.C., per ragioni oscure.
Nel 51 a.C. è questore in Bitinia e Ponto, con compiti concernenti l'amministrazione finanziaria della provincia. Nel marzo del 49 a.C. Crassipede è presente al campo di Pompeo a Brindisi, come si ricava da una lettera dell'ex-suocero Cicerone ad Attico (IX,11,3).